# Créative Sources recordings
 (novembre 2014).
Si vous disposez d'ouvrages ou d'articles de référence ou si vous connaissez des sites web de qualité traitant du thème abordé ici, merci de compléter l'article en donnant les références utiles à sa vérifiabilité et en les liant à la section « Notes et références ».
Créative Sources Recording est un label indépendant Portugais, créé en 1999 par le violoniste Ernesto Rodrigues, qui enregistre et produit principalement des artistes de musique improvisée.